# Depot von Otvovice
Das Depot von Otvovice (auch Hortfund von Otvovice) ist ein Depotfund der frühbronzezeitlichen Aunjetitzer Kultur aus Otvovice im Středočeský kraj, Tschechien. Es datiert in die Zeit zwischen 1800 und 1600 v. Chr. Die noch erhaltenen Gegenstände des Depots befinden sich heute im Museum von Kladno.

## Fundgeschichte
Das Depot wurde erstmals 1932 erwähnt. Die genaue Fundstelle und die Fundumstände sind unbekannt.

## Zusammensetzung
Das Depot bestand ursprünglich aus vier bronzenen Spangenbarren und Fragmenten von zwei weiteren Barren. Drei Barren sind in der Mitte etwas ausgeweitet und besitzen leicht gebogene, verengte und abgerundete Enden. Der vierte Barren ist halbkreisförmig und besitzt verengte und abgerundete Enden. Die beiden Fragmente sind neuzeitlich gebrochen. Eines von ihnen ist verschollen, es existiert aber eine Fotografie.